# Луї Буссенар
Луї́ Анрі́ Буссена́р (фр. Louis-Henri Boussenard; 4 жовтня 1847, Ескренн, Луаре, Франція — 11 вересня 1910, Орлеан) — французький письменник, автор пригодницьких романів пройнятих духом гуманізму, мандрівник.

## Освіта
Луї Буссенар закінчив медичний факультет у Парижі.

## Кар'єра
Був мобілізований влітку 1870 року на франко-пруську війну. Служив полковим лікарем, у битві при Шампіньї був поранений. Майбутньому письменнику разом з французькою армією довелось пережити поразку біля Седану та фактичний розгром Франції.
Повернувшись до Парижа, Буссенар залишив медицину і цілком присвятив себе літературі — один за одним почали з'являлися його успішні гостросюжетні романи.

## Творчість
У 1877 році почав публікувати гостросюжетні романи, насичені географічним і природничо-історичним матеріалом.
1878 році Буссенар співпрацює з щотижневиком Journal des voyages et des aventures de terre et de mer («Журнал мандрівок і пригод на суші й на морі»), автором якого залишався до кінця життя. На сторінках цього видання один за одним виходять у світ романи, які містять науково-популярні відомості про флору, фауну, особливості та звичаї екзотичних країн. Вже перші його романи зробили його ім'я відомим у літературних і читацьких колах — «Через Австралію. Десять мільйонів Червоного опосума» і «Навколосвітня подорож юного парижанина».
Зазвичай героями його творів були молоді французи, що виявляють чудеса хоробрості і кмітливості, а дія розгорталася у віддалених і маловідомих країнах.
У 1880 році Буссенар за дорученням міністерства народної освіти відвідав французьку Гвіану. Там він створив один із найкращих своїх романів — «Ґвіанські робінзони». Згодом письменник відвідав Африку (Марокко, Сьєрра-Леоне), Америку, Австралію. Щоразу результатом подорожі ставала поява чергового успішного роману.
У 1911 році в Російській імперії було видано зібрання творів письменника. Воно складалося з сорока томів. За часів Радянського Союзу багато творів перевидавалися російською мовою. У 1991 році було видано повне зібрання творів Луї Буссенара, що складалося з тридцяти двох книг.

### Романи

#### Фантастичні романи
- Французи на Північному полюсі (Les Francais au Pôle Nord) — 1892
- «Таємниця доктора Синтеза» (фр. «Les Secrets de M. Synthèse», 1888)
- Десять тисяч років у крижаній брилі (10 000 ans dans un bloc de glace) — 1889
- Архіпелаг чудовиськ (L'Archipel des monstres) — 1907
- Капітан Ртуть (Le Capitaine Vif-Argent) — 1912 (посмертне видання)

#### Історико-пригодницькі романи
- Жан Оторва з Малахова кургану (Le Zouave de Malakoff) — 190
- Канадійські бійці (Chasseurs canadiens) — 1891
- Парад пекла (Le Défilé d'enfer) — 1891
- Боротьба за життя (Les Combattants de la vie) — 1894
- Подвиги санітарки (Les éxploits d'une ambulancière) — 1896
- Палаючий острів (L'île en feu) — 1897
- Крижане пекло (L'enfer de glace) — 1900
- Капітан Зірвиголова (Capitaine Casse-Cou) — 1901
- Терор у Македонії (La terreur en Macédoine) — 1904
- Під барабанний бій (Tambour battant) — 1910
- Залізна рука (Bras-de-fer) — 1911  (посмертне видання)

#### Пригодницькі романи
- Через Австралію. Десять мільйонів Червоного опосума (A travers l'Australie. Les Dix millions de l'Opossum Rouge) — 1879
- Навколосвітня подорож юного парижанина (Le Tour du monde d'un gamin de Paris) — 1880
- Ґвіанські втікачі (Les Robinsons de la Guyane) — 1881
- Пригоди парижанина в Океанії (Aventures d'un gamin de Paris à travers l'Océanie) — 1882
- Викрадачі діамантів (Les voleurs de diamants) — 1883
- З Парижа в Бразилію (De Paris au Brésil par terre) — 1884
- Пригоди в країні львів (Aventures d'un gamin de Paris au pays des lions) — 1885
- Пригоди в країні тигрів (Aventures d'un gamin de Paris au pays des tigres) — 1885
- Пригоди в країні бізонів (Aventures d'un gamin de Paris au pays des bisons) — 1885
- Мисливці за каучуком (Les chasseurs de caoutchouc) — 1887
- Незвичайні пригоди Синьої людини (Aventures extraordinaires d'un homme bleu) — 1889
- Без гроша в кишенях (Sans le Sou) — 1895
- Таємниця Жермен (Le secret de Germaine) — 1896
- Подвиги з Бамбоша (Les éxploits de Bamboche) — 1896
- Душителі з Бенгалії (Les étrangleurs du Bengale) — 1898
- Горбоконик (Les Aventures de Roule-ta-Bosse) — 1902
- Мексиканська наречена (La Fiancée mexicaine) — 1905
- Син парижанина (Le fils du gamin de Paris) — 1906
- Сер … Нічого! (Monsieur… Rien!) — 1907
- Банда крадіїв або бандита з Оржера (La bande des chauffeurs ou Les brigands d'Orgères) — 1908
- Небесні скретчери (Les Gratteurs de ciel) — 1908
- Том-приборкувач (Tom le dompteur) — 1909
- Нові пригоди парижанина (Nouvelles Aventures d'un gamin de Paris) — 1913
- (Sans-le-sou chez les diables jaunes, рос. Бессребреник среди жёлтых дьяволов) — 1914

### Повісті
- Чайник раджі (La théière du Rajah) — 1881
- (La première épaulette, рос. Первые эполеты) — 1882
- Втеча (Une évasion) — 1888
- Барометр (Le baromètre) — 1889
- Вигнанець (Un exilé) — 1889
- Протокол (Procès-verbal) — 1889
- Театр в екваторіальній Африці (Un théâtre dans l'Afrique équatoriale) — 1889
- Індіанка і кайман (L'Indienne et le caïman) — 1891
- Ягуар-рибалка (Jaguar pêcheur) — 1891
- Хрещення Турко (Le baptême du Turco) — 1896
- Як капітан Лендрі був наляканий і нагороджений (Comment le capitaine Landry eut peur et fut décoré) — 1896
- (Le guide, рос. Проводник) — 1896
- Історія порося, яке померло не від віспи (Histoire du cochon qui ne mourut pas de la petite vérole) — 1896
- Торпедні катери адмірала Курбе (Les torpilleurs de l'amiral Courbet) — 1897
- Галльська кров (Le sang gaulois) — 1901
- Наодинці зі змією (Tête-à-tête avec un serpent) — 1902

### Нехудожні твори
- Мислицтво для всіх (La chasse à tir mise à la portée de tous) — 1886
- Пригоди, небезпеки та відкриття мандрівників всього світу (Aventures, périls et découvertes des voyageurs à travers le monde) — 1894
- Листи фермерів (Lettres d'un paysan) — 1902—1910

#### Нариси
- Через Гаяну (A travers la Guyane) — 1881
- Закон відплати (La peine du talion) — 1881
- Родина тигрів (Une famille de tigres) — 1881
- У екватора (Sous l’équateur) — 1881
- Від Орлеана до Танжер (D'Orléans à Tanger) — 1886
- Подорож навколо трансатлантичного (Voyage autour d'un transatlantique) — 1890
- Втечі в Гаяні (Les évasions en Guyane) — 1891
- Бандоль (Bandol) — 1896
- Смерть слона (Meurtre d'un éléphant) — 1897
- (La victoria regia, рос. Виктория-регия) — 1901
- (Une colonie d'aigrettes, рос. Колония белых цапель) — 1901

## Українські переклади
- Луї Буссенар. Капітан молокососів. Переклад з фр. — П. Бунт. Київ: Час, 1929.[3]
- Луї Буссенар. Ґвіанські втікачі. Переклад з фр. — М. Вишнівська. Харків: Книгоспілка, 1930.
- Луї Буссенар. «Отаман жовтодзюбів. ПРИГОДНИЦЬКА ПОВІСТЬ» // «Вечірня година» Щомісячник, 1943, чч.4-5 (6-7), Krakau «Українське видавництво»
- Луї Буссенар. Капітан Зірвиголова. Переклад з фр. Євгена Дроб'язко. Київ: Молодь, 1957. — 262 с. Неодноразово перевидавалася.